# Janelle Monáe
Janelle Monáe, született Janelle Monáe Robinson (Kansas City, Kansas, USA, 1985. december 1. – ) amerikai R&B/soul énekes, a Bad Boys Records és az Atlantic Records előadója.
Monáe zenei pályafutása 2003-ban kezdődött, amikor egy nem  hivatalos demóalbumot jelentetett meg "The Audition" címmel, majd 2007-ben megjelent a Metropolis: Suite I (The Chase) című EP. A siker azonban elmaradt, a középlemez csak a 115. helyen végzett a Billboard listán.
2010-ben a Bad Boys Records gondozásában megjelent első nagylemeze, amely a The ArchAndroid (Suites II and III) címet kapta. Az albumot 2011-ben Grammy-díjra jelölték a legjobb kortárs R&B album kategóriában. Az albumon szereplő Tightrope című dalát is jelölték Grammy-díjra Best Urban/Alternative Performance kategóriában, a kislemez a Billboard listán a 17. helyig jutott.
2012 márciusában Monáe a Fun együttes We Are Young című dalában vendégszerepelt, a dal 6 hétig vezette a Billboard Hot 100-as listát az Egyesült Államokban. A dal több slágerlistára is felkerült, így megnőtt az érdeklődés Monáe iránt. Második stúdióalbuma a The Elektric Lady 2013-ban jelent meg, és az 5. helyen debütált az amerikai Billboard Hot 200-as albumlistán.
2016-ban Monáe két filmben is debütált. Az egyikben a NASA  matematikus és repülőgépmérnök Mary Jackson szerepében tűnt fel, valamint szerepelt a "Moonlight" című filmben is, mely a 89. Akadémiai Díjkiosztón díjat nyert.
Monáe harmadik stúdióalbuma a Dirty Computer mely 2018-ban jelent meg, széles körben elismerést gyűjtött be, és több országban is az év legjobb albumává választották. A 61. Grammy-díj kiosztón az Év albuma kategória jelöltje volt. Az album a Billboard 200-as listán is a 6. helyen debütált. Monae ezután koncertkörútra indult, mely a "Dirty Computer Tour" nevet kapta, és 2018. júniusától augusztusig tartott.
Monáe karrierje sorrán 8. Grammy Díj jelölést kapott, és 2010-ben elnyerte az MTV Video Zenei díját, valamint az ASCAP Vanguard díjat, valamint megkapta a Billboard Women in Music Rising Star díjat is. 2018-ban a az Év díjátadója díjat kapta meg. 2012-ben a "CoverGirl" szóvívőjévé választották. 2013. október 16.-át "Janelle Monáe Nap"-nak nyilvánították Bostonban , Massachusetts városában, művészi, és társadalmi kiemelkedő munkájáért.

## Fiatalkora
Monáe Kansasban született, és a Quindaro munkásosztály közösségében nőtt fel. Édesanyja Janet, és teherautó sofőr apja Michael Robinson Summers lányaként mindig arról álmodozott, hogy énekes és előadóművész lesz. Gyermekként az Óz, a nagy varázsló karaktere Dorothy Gale gyakorolt rá nagy zenei hatást.
New Yorkban az amerikai Zene és Dráma Akadémián tanult, és részt vett egy előadó művészi táborban is, az úgynevezett Freedom Színházban,  mely a legrégebbi afro-amerikai színház Philadelphiában.

## Karrierje
2001-ben Monáe Atlantába költözött és találkozott az Outkast zenekarból ismert Big Boival, aki karrierje elején mentorként egyengette Monáe útját, mielőtt létrehozta a Wondaland Művészeti Társaságot néhány hasonló gondolkodású mávésszel. Az első 2003-ban megjelent EP, a The Audition csupán 400 példányszámban jelent meg, amelyben bemutatta énektudását, mely filmbeli szerepeire, valamint jövőbeli zenei karrierjére is hatást gyakorolt.
Monáe közreműködött az Outkast Idlewild című albumán található "Call the Law" és az "In Your Dreams" című dalokban. Big Boi mesélt barátjának, Sean Combsnek Monáeről, aki még nem hallotta énekelni. Combs hamarosan meglátogatta Monáe Myspace oldalát, és meginterjúvolta, ahol azonnal megszerette. Úgy érezte, hogy valami újat kapott, valami olyat, ami új és friss.
Monáe 2006-ban szerződést kötött a Bad Boy kiadóval. A kiadó fő szerepe az volt, hogy a művészek zenéjének kifejlesztése helyett sokkal szélesebb körben segítse azok expozícióját. Combs és Big Boi organikusan szerette volna felépíteni Monáe profilját, zenéjét, hogy az növekedjen, nem pedig mint egy "forró egyed" eltűnjön a süllyesztőben, és csak egy pillanatig maradjon fent.

## 2007–2011: Metropolis és az ArchAndroid
2007-ben Monáe megjelentette első szóló munkáját a Metropolist, mely eredetileg négy részből álló koncepcióalbumként jelent volna meg, azonban ezt a weboldalán keresztül elérhetővé tették mp3 leltöltésként. A Metropolis: Suite I (The Chase)  kiadása után 2007 közepén ezek a tervek a Sean Combs alatt lévő Bad Boys Records kiadóval történő szerződés után módosultak. Az album 2008 augusztusában hivatalosan, fizikai hanghordozón is megjelent, melyet Metropolis: The Chase Suite (Special Edition) címmel jelentettek meg, és két új zeneszámot is tartalmazott. Az EP-t a kritikusok is elismerték, és az 51. Grammy-díjkiosztón helyezést ért el, a "Best Urban/Alternative Performance" előadóként a Many Moons című zeneszámmal. Monáe 2009 nyarán a No Doubt zenekarral turnézott, majd az Open Happiness című kislemezét az "American Idol" tehetségkutató 2009-es döntőjében mutatták be.

## Filmográfia

### Film
| Év   | Magyar cím                     | Eredeti cím                       | Szerep                               | Magyar hang       |
| ---- | ------------------------------ | --------------------------------- | ------------------------------------ | ----------------- |
| 2014 | Rio 2.                         | Rio 2                             | Dr. Monae (hangja)                   |                   |
| 2016 | Holdfény                       | Moonlight                         | Teresa                               |                   |
| 2016 | A számolás joga                | Hidden Figures                    | Mary Jackson                         | Szilágyi Csenge   |
| 2018 | Isten hozott Marwenben         | Welcome to Marwen                 | Julie                                | Szilágyi Csenge   |
| 2019 | Undipofik                      | UglyDolls                         | Mandy (hangja)                       | Andrádi Zsanett   |
| 2019 | Harriet – Szabadság vagy halál | Harriet                           | Marie Buchanon                       |                   |
| 2019 | Susi és Tekergő                | Lady and the Tramp                | Peg (hangja)                         | Gallusz Nikolett  |
| 2020 | Glória, egy nő útja            | The Glorias                       | Dorothy Pitman Hughes                |                   |
| 2020 | Antebellum: A kiválasztott     | Antebellum                        | Veronica Henley / Eden               | Solecki Janka     |
| 2022 | Tőrbe ejtve – Az üveghagyma    | Glass Onion: A Knives Out Mistery | Cassandra "Andi" Brand / Helen Brand | Nemes Takách Kata |

### Televíziós szereplések
| Év   | Cím                                                       | Szerep                | Megjegyzések                                          |
| ---- | --------------------------------------------------------- | --------------------- | ----------------------------------------------------- |
| 2009 | Stargate Universe                                         | saját maga            | Epizód: "Earth" Előadta a "Many Moons" című dalt.     |
| 2010 | Dancing with the Stars (U.S. 11. évad) vendégszereplőként | saját maga            | Előadta a "Tightrope" című dalt.                      |
| 2013 | American Dad!                                             | bemondó               | Voice Epizód: "The Boring Identity"                   |
| 2013 | Saturday Night Live                                       | saját maga            | Epizód: "Edward Norton/Janelle Monáe"                 |
| 2014 | In Performance at the White House: Women of Soul          | Saját maga            | Előadta a "Goldfinger" és a "Tightrope" című dalokat. |
| 2014 | Sesame Street                                             | saját maga / énekesnő | Epizód: "The Power of Yet"                            |
| 2017 | Philip K. Dick's Electric Dreams                          | Alice                 | Epizód: "Autofac"                                     |
| 2018 | Dirty Computer                                            | Jane 57821            | Short television film                                 |
| 2018 | Austin City Limits "Janelle Monáe"                        | saját maga            | Teljes köncert                                        |

## Diszkográfia
Stúdióalbumok
- The ArchAndroid (2010)
- The Electric Lady (2013)
- Dirty Computer (2018)
- The Age of Pleasure (2023)

## Koncertek
| - Metropolis Tour (2008) - The ArchAndroid Tour (2010) - Hooligans in Wondaland (with Bruno Mars) (2011) - Campus Consciousness Tour (with fun.) (2011) - Summer Soul Festival (with Amy Winehouse and Mayer Hawthorne) (2011) - The Electric Lady Tour (2013) - The Golden Electric Tour (with Kimbra) (2014) - Dirty Computer Tour (2018) | - No Doubt Summer Tour (2009) - Out My Mind, Just in Time World Tour (2010) - California Dreams Tour (2011) - I'm with You World Tour (2012) |

## Külső hivatkozások
- Hivatalos honlap
- Janelle Monáe az AllMusicon
- Janelle Monáe életrajza a Discogs-on
- Q & A with Janelle Monae Archiválva 2009. április 28-i dátummal a Wayback Machine-ben (angolul)
- Janelle Monáe a BackPocketMag.com oldalán

## jegyzetek
1. ↑  https://www.ilfattoquotidiano.it/2018/06/30/tessa-thompson-fa-coming-out-sono-bisessuale-e-parla-della-sua-storia-con-la-cantante-janelle-monae/4462414/
2. ↑  Janelle Monae Signs to Bad Boy Records Archiválva 2012. május 17-i dátummal a Wayback Machine-ben, angol nyelven.
3. ↑  Janelle Monae on Atlantic Records, angol nyelven.
4. ↑  Janelle's Chart History in Brief
5. ↑  Janelle Monáe to (Finally!) Release Debut Album in May. [2010. február 19-i dátummal az eredetiből archiválva]. (Hozzáférés: 2012. május 22.)
6. ↑  Janelle Monae's Billboard Chart History. [2012. november 11-i dátummal az eredetiből archiválva]. (Hozzáférés: 2012. május 22.)
7. ↑  http://www.bluesandsoul.com/feature/554/janelle_monae_funky_sensation/
8. ↑  https://www.forbes.com/sites/scottmendelson/2017/03/16/why-its-a-big-deal-that-hidden-figures-topped-200m-worldwide/
9. 1 2  https://www.grammy.com/grammys/news/2019-grammy-awards-complete-nominees-and-winners-list
10. ↑  https://consequenceofsound.net/2018/04/janelle-monae-announces-dirty-computer-tour-dates/
11. ↑  https://www.grammy.com/grammys/artists/janelle-monae
12. ↑  https://www.rollingstone.com/music/music-features/janelle-monae-frees-herself-629204/
13. ↑  Archivált másolat. [2019. május 31-i dátummal az eredetiből archiválva]. (Hozzáférés: 2019. május 31.)
14. 1 2  Archivált másolat. [2010. december 15-i dátummal az eredetiből archiválva]. (Hozzáférés: 2020. március 29.)
15. ↑  https://web.archive.org/web/20100729112653/http://blogs.grammy.com/_Janelle-Mone-Interview/blog/179134/84386.html
16. ↑  http://www.brooklynvegan.com/gdpr/consent/?redirect=/archives/2009/04/janelle_monae_o.html
17. ↑  https://web.archive.org/web/20090207065936/http://blogs.myspace.com/index.cfm?fuseaction=blog.view
18. ↑  Behind the Scenes: 'In Performance at the White House: Women of Soul'. archives.gov, 2014. április 7. (Hozzáférés: 2018. augusztus 26.)
19. ↑  https://www.billboard.com/articles/columns/the-juice/6251211/janelle-monae-sesame-street-power-of-yet
20. ↑  
https://pitchfork.com/news/53583-janelle-monae-sings-the-power-of-yet-on-sesame-street/
21. ↑  Janelle Monae's 'Dirty Computer' Film to Premiere on MTV and BET. Variety.com, 2018. április 20. (Hozzáférés: 2018. május 5.)

## További információ
- Hivatalos oldal
- Janelle Monáe a Facebookon
- Janelle Monáe a PORT.hu-n (magyarul)
- Janelle Monáe az Internetes Szinkronadatbázisban (magyarul)
- Janelle Monáe az Internet Movie Database-ben (angolul)
- Janelle Monáe a Rotten Tomatoeson (angolul)